# 永次廣
永次 廣（ながつぎ ひろし、1937年2月18日 - 2017年7月21日）は、日本の実業家。元安川電機会長、安川情報システム（現：YE DIGITAL）社長。長崎県長崎市出身。

## 経歴
1937年長崎県生まれ。1959年長崎大学経済学部卒業後、安川電機製作所（現：安川電機）に入社。取締役企画部長などを経て、1989年安川情報システム社長、1994年常務、1995年専務、1996年副社長。1999年3月期に経常赤字となるなど業績が悪化したことを受け、橋本伸一社長の下で中期経営計画を進め、産業用電気機器をはじめとした不採算部門からの撤退やロボット事業など得意とする事業分野の強化を行なった。2000年に会長就任。就任記者会見では、中山眞社長とともに中期経営計画を完結させたいと述べた。また、北九州市や福岡県における財界活動にも力を入れ、北九州活性化協議会理事長（後に会長）、北九州商工会議所副会頭、福岡経済同友会代表幹事などを歴任。2004年3月に安川電機会長を退き、同年6月に同社特別顧問に就いた。
県行政とも関わりがあり、福岡県人事委員会委員長を務めた。2009年12月には福岡県町村会による汚職問題の発覚を受けて設けられた「町村会に係る職員倫理調査委員会」メンバーに外部有識者として選ばれ、互選により委員長を務めることとなった。捜査権がない中で調査を進め、2010年3月に最終報告書を麻生渡知事に提出した。

## 人物
- 北九州活性化協議会の理事長に就任時、活性化達成に向けて指標づくりを行なうことや、企業がCS（顧客満足）を追求するように協議会の活動を通じてCS（市民満足）を高めていくことが必要だと述べている[3]。

## 略歴
- 1959年3月 - 長崎大学経済学部卒業
- 1959年4月 - 安川電機製作所入社
- 取締役企画部長などを経て
- 1989年5月 - 安川情報システム社長
- 1994年3月 - 安川電機常務取締役（管理管掌）
- 1995年6月 - 同専務取締役
- 1996年12月 - 同副社長
- 2000年3月 - 同会長
- 2004年3月 - 同取締役
- 2004年6月 - 同特別顧問

## 委員歴等
- 北九州活性化協議会理事長（2000年 - 2004年）
- 福岡県工業技術センタークラブ会長（2001年 - 2007年）
- 福岡経済同友会代表幹事（2001年 - 2007年）
- 北九州商工会議所副会頭（2004年 - 2007年）
- 九州経済同友会代表委員（2006年 - 2007年）
- 福岡県人事委員会委員長
- 町村会に係る職員倫理調査委員会委員長